# Fordringsägare (film, 1968)
Fordringsägare är en svensk TV-film från 1968 i regi av Gunnel Broström. Filmen bygger på August Strindbergs pjäs med samma namn (1889) och i rollerna ses Gertrud Fridh och Keve Hjelm.

## Rollista
- Gertrud Fridh – Tekla
- Keve Hjelm – Adolf, Gustav